# شهرستان پسی (ایندیانا)
شهرستان پسی، ایندیانا (به انگلیسی: Posey County, Indiana) شهرستانی در ایالات متحده آمریکا است که در ایندیانا واقع شده‌است.